# Електронтранс

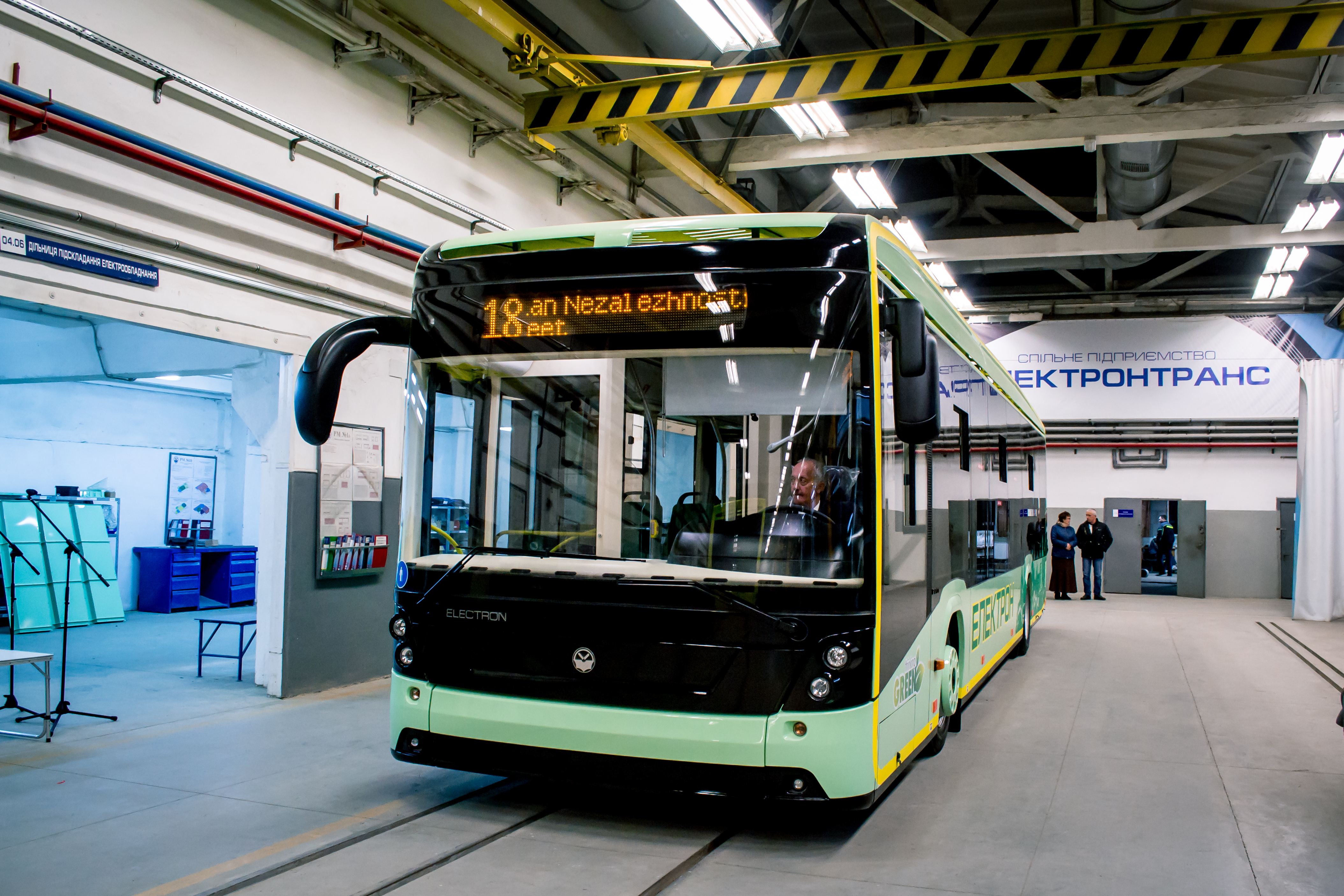
Електробус Електрон Е19101

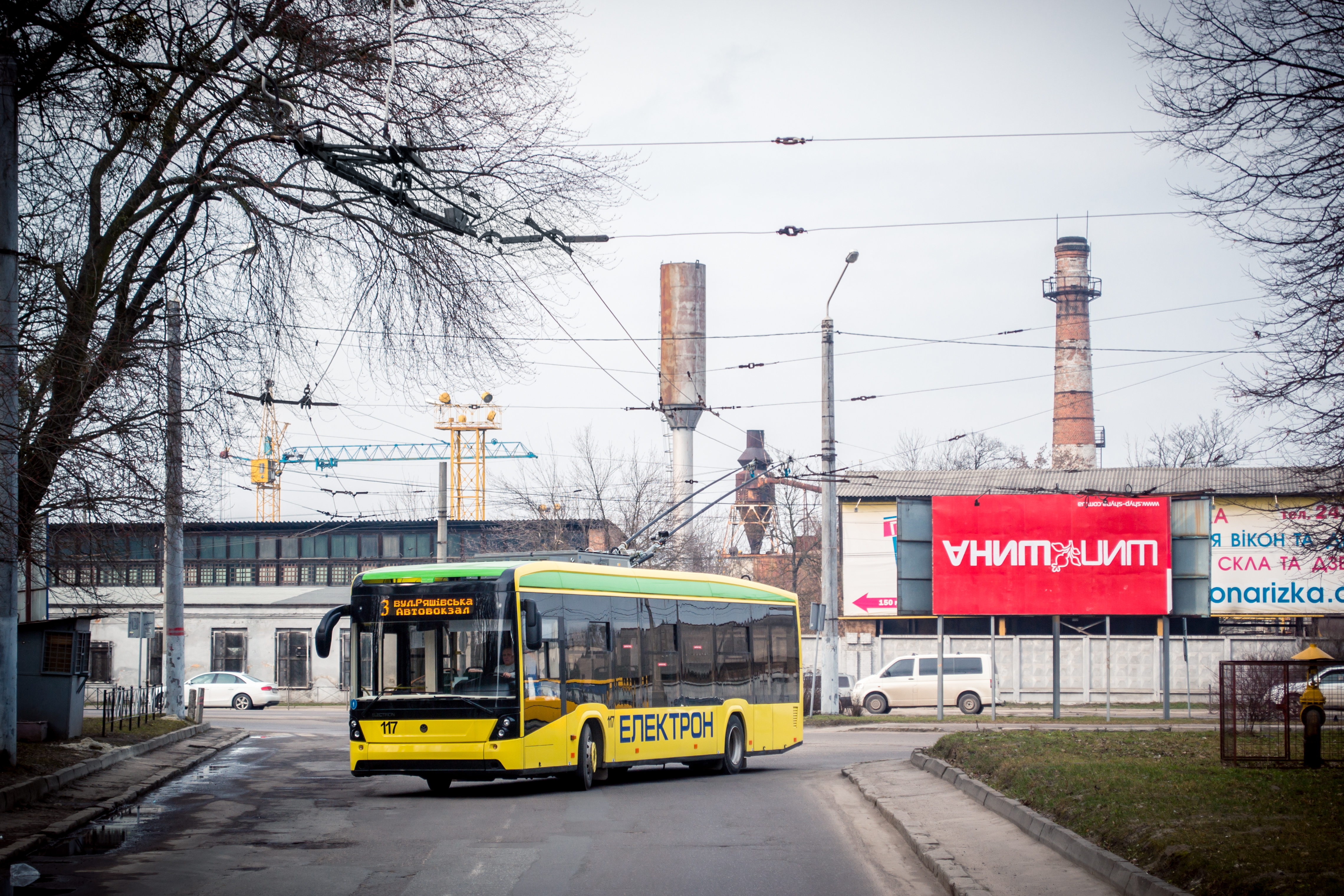
Тролейбус Електрон Т19102

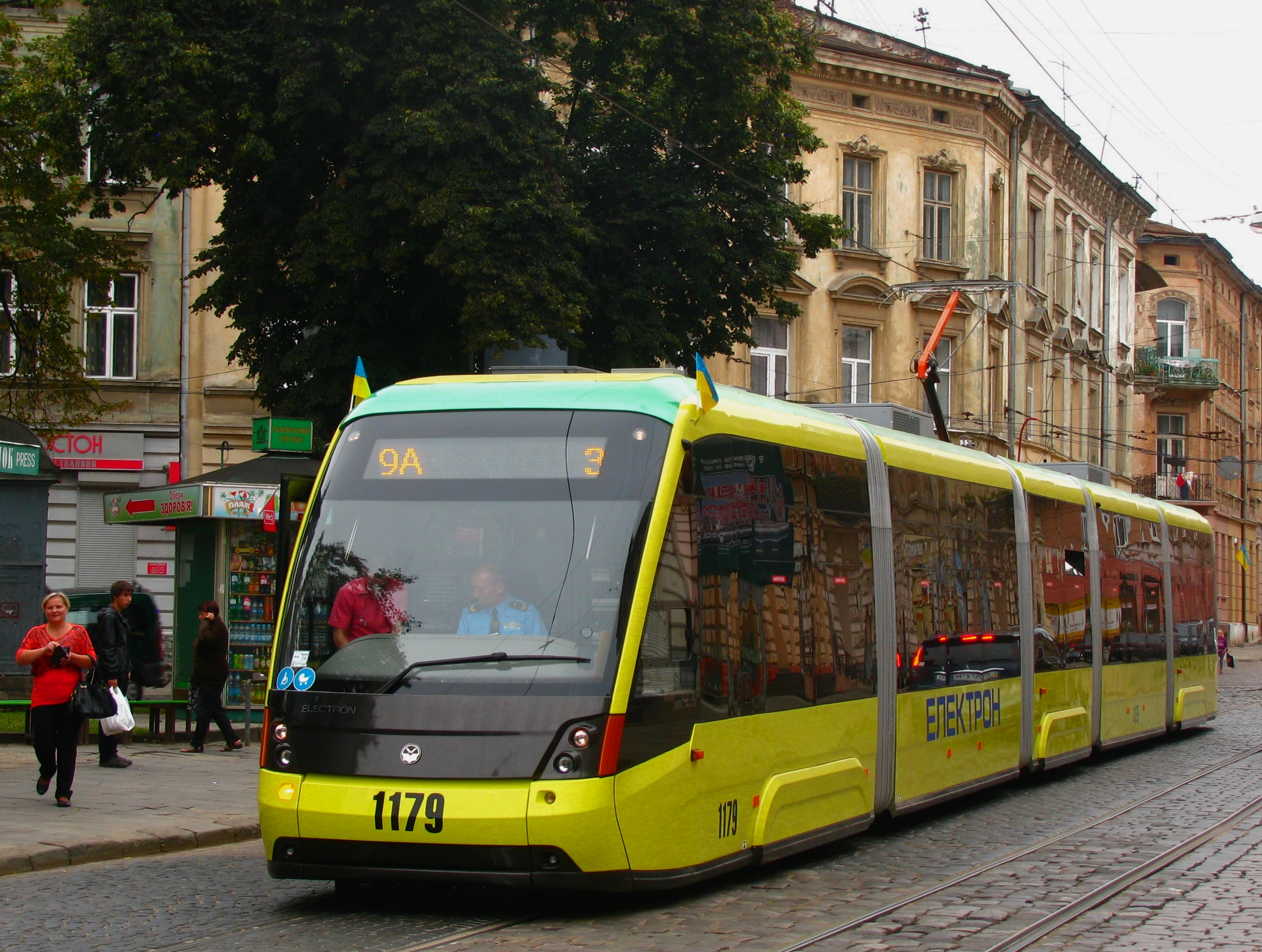
Трамвай Електрон T5L64

«Електронтранс» (англ. «Electrontrans») — українсько-німецьке підприємство створене у 2011 році корпорацією «Електрон», фірмою TransTec Vetschau GmbH (Німеччина) та ТОВ «Автотехнопроект».

## Історія
- 11 листопада 2011 — після знищення ЛАЗу росіянином Ігорем Чуркіним, засновано ТОВ СП «Електронтранс», яке перебрало весь кадровий і конструкторський потенціал ЛАЗу.
- Червень 2013 — виготовлений п'ятисекційний низькопідлоговий трамвай Електрон T5L64 з шириною колії 1000 мм.
- 22 липня 2013 — трамвай Електрон T5L64 передано Львівському комунальному підприємству «Львівелектротранс».
- Вересень 2014 — виготовлений трисекційний низькопідлоговий трамвай Електрон T3L44 з шириною колії 1000 мм.
- Жовтень 2014 — розпочато виробництво низкопідлогового тролейбуса Електрон Т19.
- Червень 2015 — спільне підприємство «Електронтранс» виграло тендер на поставку Львову електробуса Електрон Е19 на суму 8,997 млн грн.[1]
- Липень 2015 — підприємство виграло тендер на поставку Києву семи трамваїв Електрон T5B64 з шириною колії 1524 мм на суму 183,75 млн грн.[2]
- Вересень 2015 — підприємство виграло тендер на виготовлення для Львова десяти автобусів на суму 35,85 млн грн.[3]

## Власники
- Корпорація «Електрон» — 64%.
- Фірма «TransTec F&E Vetschau UG» (Німеччина) — 26%.
- ТОВ «Автотехнопроект» — 24%.

## Опис
СП «Електронтранс» — підприємство повномасштабного виробництва, що спеціалізується на проектуванні та виробництві сучасного міського електротранспорту — трамваїв, тролейбусів, електро-бусів, агрегатів та запасних частин.
Підприємство є сучасним машинобудівним заводом з технологічно гнучким виробництвом, що сьогодні виготовляє трамвайні вагони для колій різної ширини — 1000 мм, 1435 мм та 1524 мм — тобто не лише для міст України, але й на експорт — у держави СНД та Європейського Союзу.
У склад підприємства входять конструкторсько-технологічні бюро, механозаготівельне, зварювальне, фарбувальне та складальне виробництва.
Виробничі потужності СП «Електронтранс» дозволяють виготовляти 100 трамваїв або 100 тролейбусів чи електробусів на рік.
У рамках машинобудівної корпорації «Електрон» впроваджується масштабна програма локалізації (імпортозаміщення) виготовлення вузлів та агрегатів для електротранспорту.
СП «Електронтранс» здійснює поетапне освоєння виробництва трамвайних візків, систем керування тяговим обладнанням трамвая, тролейбуса і електробуса, зчіпних пристроїв для трамваїв та двохланкових тролейбусів й автобусів, передніх незалежних підвісок, інших вузлів та агрегатів.

## Сфери діяльності

### Основні напрямки
Підприємство здійснює роботу по випуску 3-х напрямків транспортного машинобудування.
- трамваї
- тролейбуси
- електробуси
- автобуси
- електрокари

### Профільні послуги
Крім основних напрямків діяльності підприємство «Електронтранс» здійснює комплекс послуг з механічної обробки металів та виготовлення деталей й виробів на верстатах з ЧПУ токарної, фрезерної, свердлувальної груп (як за кресленнями замовника, так і за наданими взірцями), а також спеціалізовані послуги:
- Лазерна різка металів
- Трубозгинальне виробництво
- Гнуття металу
- Фарбування